# Viitivți, Hmilnîk
Viitivți (în ucraineană Війтівці) este localitatea de reședință a comunei Jdanivka din raionul Hmilnîk, regiunea Vinnița, Ucraina.

## Demografie
Componența lingvistică a localității Viitivți
     Ucraineană (98,86%)
     Rusă (1,04%)
     Alte limbi (0,1%)
Conform recensământului din 2001, majoritatea populației localității Viitivți era vorbitoare de ucraineană (98,86%), existând în minoritate și vorbitori de rusă (1,04%).